# Van Clee

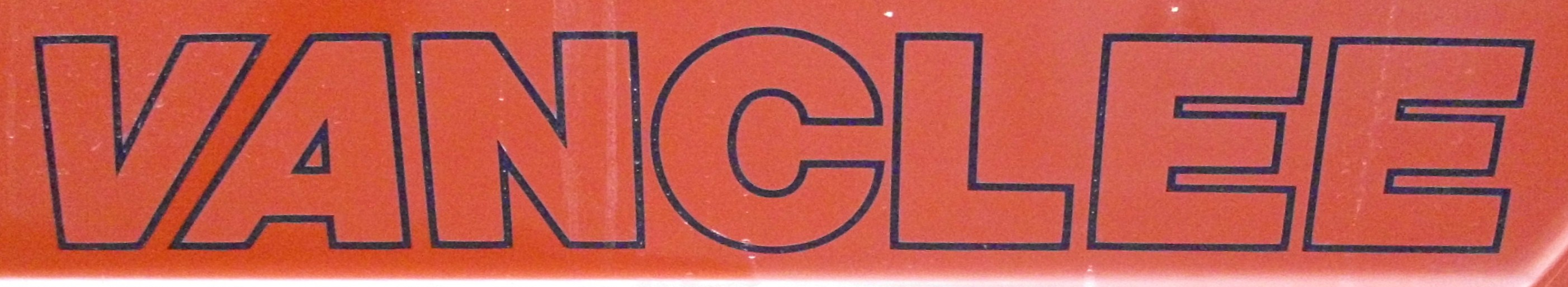
Schriftzug

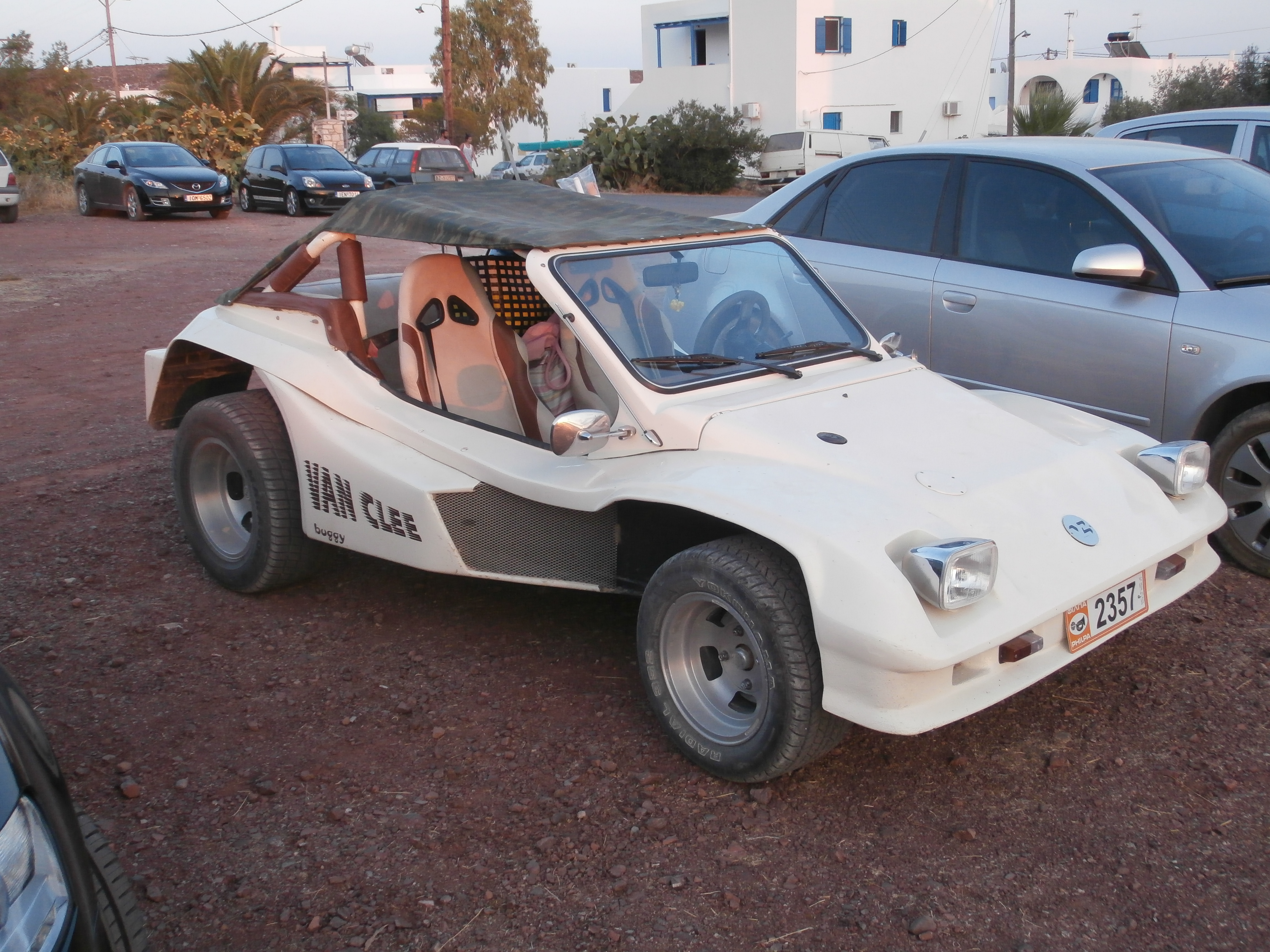
Van Clee Highway

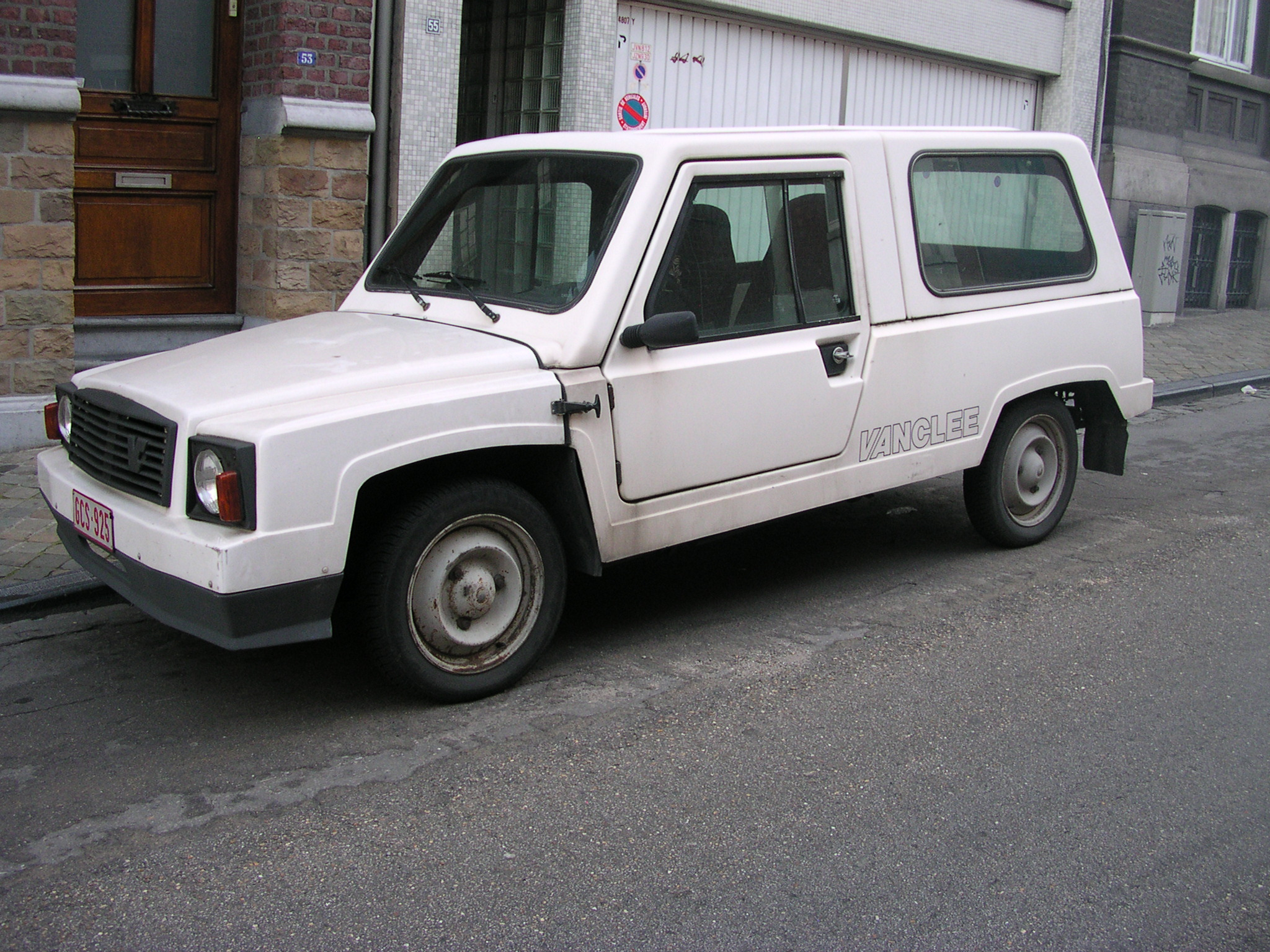
Van Clee Mungo

Van Clee bzw. N.V. Vanclee Motors war ein belgischer Hersteller von Automobilen. Bezüglich der Schreibweise Vanclee oder Van Clee in einem oder zwei Wörtern gibt es unterschiedliche Angaben.

## Unternehmensgeschichte
Das Unternehmen aus Egem-Pittem begann 1978 mit der Produktion von Automobilen. Die Fahrzeuge wurden auch nach Italien exportiert und dort von Autopilota aus Piacenza vertrieben. 1996 endete die Produktion.
Eine andere Quelle gibt die Bauzeit mit 1970 bis 1989 an. Genannt werden die Personen Erik Vandewalle und Georges Cleerinckx. Aus ihren Nachnamen leitete sich der Markenname ab.

## Fahrzeuge

### Fahrzeuge auf VW-Basis
Das Modell Highway war ein Buggy auf dem veränderten Fahrgestell des VW Käfer. Angetrieben wurde es von VW-Motoren mit wahlweise 1600 cm³ und 2000 cm³ Hubraum.

### Fahrzeuge auf Citroën-Basis
Die Modelle 600 Mungo, Ernet, Ernu und Rusler basierten auf dem Fahrgestell des Citroën 2 CV. Der originale Zweizylinder-Boxermotor mit 602 cm³ Hubraum trieb die Vorderräder an. Die Fahrzeuge hatten eine Kunststoffkarosserie und wahlweise ein Textilverdeck oder ein Hardtop für den hinteren Fahrzeugbereich. Der 600 Mungo war 25 cm kürzer als ein Citroën Méhari.

## Lizenzproduktionen
Vanclee Motors (UK) aus Belfast in Nordirland fertigte die Fahrzeuge in Lizenz. Als Bauzeit ist 1983 bis 1992 angegeben. Anschließend bot Dutton Cars das Modell bis 1994 an.
Außerdem gibt es einen Hinweis auf Garage Central aus Pernes-en-Artois in Frankreich.